# Repczyce
Repczyce – wieś w Polsce położona w województwie podlaskim, w powiecie hajnowskim, w gminie Kleszczele.
Wieś królewska starostwa kleszczelowskiego w ziemi bielskiej województwa podlaskiego w 1795 roku. W latach 1975–1998 miejscowość administracyjnie należała do województwa białostockiego.
W okolicach wsi na rzece Nurzec znajduje się zbiornik wodny, zbudowany dla celów rekreacyjnych, o powierzchni lustra wody około 12 ha. W  ramach rewitalizacji obiektu wykonanej w 2024 roku powstały alejki spacerowe, wiata oraz 25m wieża widokowa.

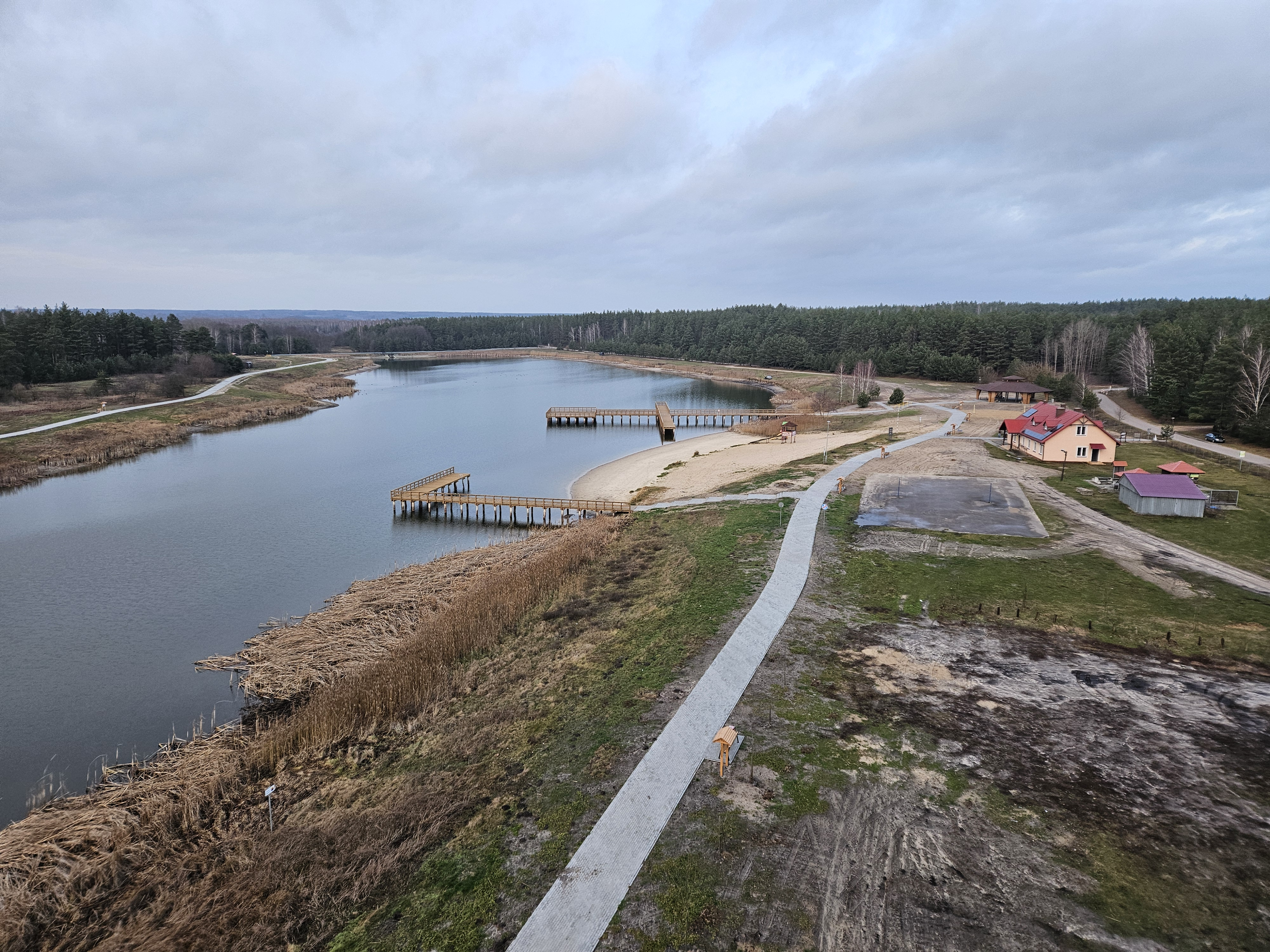
Widok na zalew z wieży widokowej

W celu ułatwienia dotarcia do obiektu rekreacyjnego, nieopodal miejscowości utworzono przystanek kolejowy „Repczyce”.
Wyznawcy prawosławia należą do parafii w Kuzawie, a rzymscy katolicy – do parafii w Kleszczelach.